# Château de Morlais
Pour les articles homonymes, voir Morlais.
Le château de Morlais (en anglais : Morlais Castle) est un château du XIIIe siècle situé près de la ville de Merthyr Tydfil au pays de Galles.
Il n'a probablement pas été totalement terminé, toutefois seule une petite pièce du château est toujours existante.

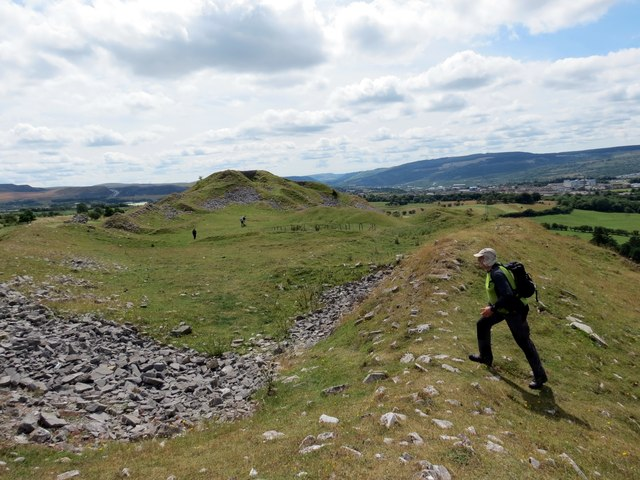
Vestiges.
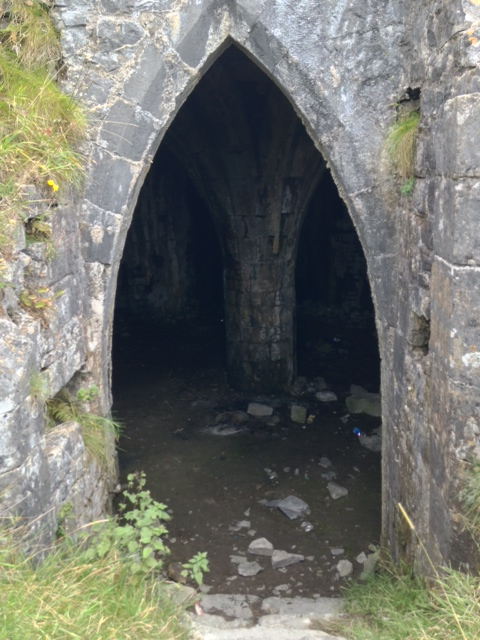
Entrée dans la pièce restante.
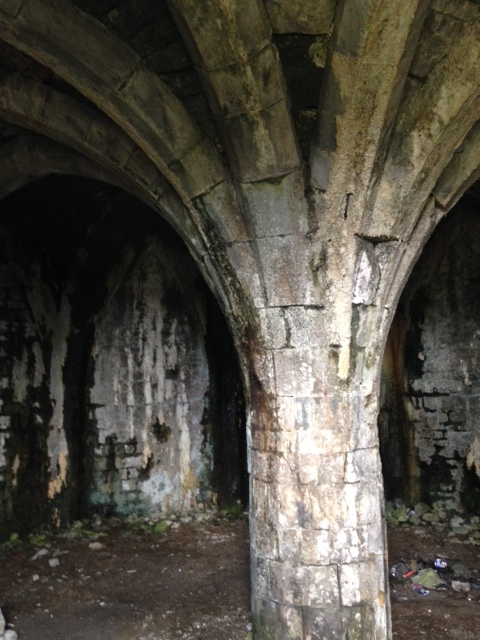
Intérieur de la pièce restante.